# 早川義孝
早川 義孝（はやかわ ぎこう、1936年4月15日 - 2012年7月25日）は、日本の画家。東京都出身。新槐樹社名誉会長。

## 略歴
- 1954年 - 千葉県立東葛飾高等学校2年生在学時、第5回全日本学生油絵コンクールにて最高賞の文部大臣賞を受賞。翌年の1955年にも連続して同賞を受賞する。途中、武蔵野美術学校で学ぶも授業に絶望して中退。実家のカフェでアルバイトをして過ごす。数年後、友人が早川の宅を訪れ、その旧友の言葉に動かされ再び絵筆を握る。
- 1962年 - 第6回新槐樹社展に出品し、内閣総理大臣賞、文部大臣賞、栄誉賞の各賞を受賞。第6回安井賞候補展にも出品。
- 1965年 - フジ・インターナショナル・アートギャラリーにて個展を開催する。
- 1981年 - 第1回インターナショナル国際展で金賞受賞、同年から1997年まで中宮画廊にて個展を開催。
- 1989年 - パリ・ギャルリ・マルセルベルネイムにて個展。同年の第4回現美展に2000年まで11年連続して出品し、銀座和光、Bunkamura Galleryなど、全国各地で個展を開催。
- 2012年 - 7月25日、肺癌のため死去[1]。